# Championnat d'Italie de rugby à XV 1970-1971
Navigation
Serie A 1969-1970 Serie A 1971-1972
Le Championnat d'Italie de rugby à XV 1970-1971 oppose les douze meilleures équipes italiennes de rugby à XV. Le championnat débute en 1970 et se termine en 1971. Le tournoi se déroule sous la forme d'un championnat unique en matchs aller-retour.
Petrarca Padoue remporte son 2e titre alors que le CUS Napoli, filiale du Partenope, et l'Amatori Catane redescendent en Série B.

## Équipes participantes
Les douze équipes sont les suivantes :
| - Amatori Catane - L'Aquila - CUS Genova - CUS Roma Buscaglione - Fiamme Oro - Rugby Frascati | - Parme - CUS Napoli - Petrarca Padoue - Rugby Rome - Tosimobili Rovigo - Metalcrom Trévise |

## Classement
| Rang | Club                 | J  | V  | N | D  | Pm  | Pe  | Diff | Pts |
| ---- | -------------------- | -- | -- | - | -- | --- | --- | ---- | --- |
| 1    | Petrarca Padoue (T)  | 22 | 16 | 3 | 3  | 259 | 94  | +165 | 35  |
| 2    | Genova               | 22 | 12 | 4 | 6  | 263 | 175 | +88  | 28  |
| 3    | Fiamme Oro Padova    | 22 | 12 | 3 | 7  | 230 | 120 | +110 | 27  |
| 4    | L'Aquila Rugby       | 22 | 10 | 4 | 8  | 174 | 163 | +11  | 24  |
| 5    | Metalcrom Trévise    | 22 | 10 | 4 | 8  | 195 | 205 | -10  | 24  |
| 6    | Frascati             | 22 | 11 | 0 | 11 | 169 | 181 | -12  | 22  |
| 7    | Rugby Parma          | 22 | 9  | 4 | 9  | 150 | 207 | -57  | 22  |
| 8    | Rugby Rome           | 22 | 8  | 4 | 10 | 172 | 211 | -39  | 20  |
| 9    | Rugby Rovigo         | 22 | 8  | 4 | 10 | 161 | 198 | -37  | 20  |
| 10   | CUS Roma Buscaglione | 22 | 8  | 3 | 11 | 163 | 184 | -21  | 19  |
| 11   | Napoli               | 22 | 7  | 0 | 15 | 147 | 232 | -85  | 14  |
| 12   | Amatori Catane       | 22 | 2  | 5 | 15 | 88  | 201 | -113 | 9   |

|  | Vainqueur (no 1)         |
|  | Relégués (no 11, no 12)  |
|  | T : tenant du titre 1970 |

Attribution des points :  victoire : 2, match nul : 1, défaite : 0.

## Vainqueur
| Entraîneur | Entraîneur             | Guglielmo Geremia              |
| Avants     | Pilier                 |                                |
| Avants     | Talonneur              | Bottaro                        |
| Avants     | Deuxième ligne         | Lorello                        |
| Avants     | Troisième ligne aile   | R. Baraldi, De Danieli, Dolfin |
| Avants     | Troisième ligne centre |                                |
| Arrières   | Demi de mêlée          |                                |
| Arrières   | Demi d'ouverture       | Bortolami, Garcea              |
| Arrières   | Centre                 | Bettella, P. Patelli, Seguso   |
| Arrières   | Ailier                 |                                |
| Arrières   | Arrière                | Andrioli, Miele                |